# North Devon
North Devon este un district ne-metropolitan situat în Regatul Unit, în comitatul Devon din regiunea South West, Anglia.

## Orașe din cadrul districtului
- Barnstaple
- Ilfracombe